# Law of the Canyon
Law of the Canyon è un film del 1947 diretto da Ray Nazarro.
È un western statunitense con Charles Starrett, Nancy Saunders, Robert 'Buzz' Henry e Smiley Burnette. Fa parte della serie di film western della Columbia incentrati sul personaggio di Durango Kid.

## Produzione
Il film, diretto da Ray Nazarro su una sceneggiatura di Eileen Gary, fu prodotto da Colbert Clark per la Columbia Pictures e girato nell'Iverson Ranch a Chatsworth, Los Angeles, California, dal 14 al 22 ottobre 1946.

## Distribuzione
Il film fu distribuito negli Stati Uniti dal 24 aprile 1947 al cinema dalla Columbia Pictures.
Altre distribuzioni:
- in Danimarca il 26 marzo 1951 (Vestens sorte rytter)
- in Brasile (Justiça Sangrenta)
- nel Regno Unito (The Price of Crime)

## Promozione
Le tagline sono:
- Bullet-Blazing Action...with the DURANGO KID!
- BATTERING BADLAND BANDITS!
- Nothing Can Stop 'Em!...No One Can Top 'Em!
- Drilling Bandits With Lead! Thrilling The West With Song!
- Thrill And Howl at Bullet-Blazin' DURANGO...Fun-Raisin' SMILEY!